# 金佐鎮 (潜水艦)
金佐鎮（キム・ジャジン、日本語読み：きん さちん、朝鮮語：김좌진、ラテン文字：Kim Chwa-chin, SS-076）は、大韓民国海軍の潜水艦。孫元一級潜水艦の4番艦。艦名は20世紀初頭の朝鮮独立運動家の金佐鎮に由来する。

## 艦歴
「金佐鎮」は、大宇造船海洋玉浦造船所で2009年に起工し　2013年8月13日に朴槿恵大統領、金寛鎮国防部長官、陸海空軍の参謀総長のほか、金佐鎮の孫の金乙東国会議員、その息子で俳優のソン・イルグクなどが臨席の下で進水、2015年頃に就役する予定。